# Alhambra (Alberta)
Pour les articles homonymes, voir Alhambra.
Alhambra est un hameau (hamlet) du Comté de Clearwater, situé dans la province canadienne d'Alberta.